# Клубный кубок UNCAF 1996
1. перенаправление Турнир грандов Центральной Америки 1996